# نينا تساندر
نينا تساندر (بالألمانية: Nina Zander) مواليد 26 يناير 1990 في نورنبرغ، هي لاعبة كرة مضرب ألمانية. أعلى تصنيف لها في الفردي كان 279. أعلى تصنيف لها في الزوجي كان 354.

## النهائيات

### الفردي (1–6)
| الحصيلة | الرقم | التاريخ        | الدورة                     | الأرضية | المنافس           | النتيجة            |
| ------- | ----- | -------------- | -------------------------- | ------- | ----------------- | ------------------ |
| الوصافة | 1.    | 15 مارس 2010   | ويتزيكون، سويسرا           | سجاد    | أمرا ساديكوفيتش   | 5–7, 5–7           |
| الوصافة | 2.    | 17 يناير 2011  | شتوتغارت، ألمانيا          | صلبة    | يانا كابلوفا      | 4–6, 4–6           |
| الفوز   | 1.    | 21 فبراير 2011 | تسل-آم-هارمرزباخ، ألمانيا  | سجاد    | إيفا هردينوفا     | 6–7(3–7), 7–5, 6–1 |
| الوصافة | 3.    | 19 أغسطس 2013  | أنسخديه، هولندا            | ترابية  | تييسييا موردرجر   | 4–6, 7–6(7–3), 2–6 |
| الوصافة | 4.    | 2 سبتمبر 2013  | هوي، بلجيكا                | ترابية  | ديبوراه كرفس      | 4–6, 4–6           |
| الوصافة | 5.    | 11 نوفمبر 2013 | زوادا، بولندا              | سجاد    | كاترينا سينياكوفا | 1–6, 3–6           |
| الوصافة | 6.    | 6 أبريل 2015   | بارنستابل، المملكة المتحدة | صلبة    | كريستينا بليسكوفا | 3–6, 2–6           |

## وصلات خارجية
- نينا تساندر على موقع رابطة محترفات التنس (الإنجليزية)
- نينا تساندر على موقع الاتحاد الدولي لكرة المضرب (الإنجليزية)
- نينا تساندر على موقع إي إس بي إن.كوم (الإنجليزية)

- الموقع الرسمي